# Principska grmuša
Principska grmuša (Sylvia dohrni) je vrsta ptice vrapčarke iz porodice Sylviidae koja je endemična za otok Príncipe, u državi Sveti Toma i Princip, koji leži uz zapadnu obalu Afrike u Gvinejskom zaljevu.
Prethodno je bio smješten u rod Horizorhinus, a sada je smješten u rod Sylvia na temelju rezultata molekularno filogenetskih studija.
Specifični naziv je u čast Heinricha Wolfganga Ludwiga Dohrna.